# Neoempheria bispinosa
Neoempheria bispinosa är en tvåvingeart som beskrevs av Mitsuhiro Sasakawa 2005. Neoempheria bispinosa ingår i släktet Neoempheria och familjen svampmyggor. Inga underarter finns listade i Catalogue of Life.